# Licàon (fill d'Antènor)
Licàon, D'acord amb la mitologia grega, fou un príncep frigi, fill d'Antènor.
Ulisses el salvà el dia de la destrucció de Troia en reconeixement de l'hospitalitat del seu pare.